# Frithjof Fischer
Frithjof Fischer (továbbá: Frithjof Fischer-Sörensen, álnevek: Dieter Ott, Frithjof Asmus Johannsen-Nürnberg, Wulf Sörensen; Bonn, 1899. július 23. – Orth an der Donau, 1977. május 21.) német író.

## Művei

### Wulf Sörensen néven
- Die Stimme der Ahnen (Düsseldorf, 1933)
- Freund Hein (Magdeburg, 1936)

### Frithjof Fischer-Sörensen néven
- Eine unnütze Gesellschaft (Stuttgart, 1960)
- Frieder Obendrein und andere Geschichten (Wien, 1972)

### Dieter Ott néven
- Des Grafen Caprioli wunderbare Abenteuer zur See (Stuttgart, 1964)
- Des Grafen Caprioli abenteuerliche Wette mit dem Zaren (Stuttgart, 1966)
- Fünf Detektive und das Zauberei (Freiburg, 1968)
- Hanspeter im Reich der kleinen Leute (St. Augustin, 1970)
- Tolle Ferien bei Onkel Peter (St. Augustin, 1971)

## Magyarul
- Az ördöngös Caprioli (Móra Ferenc Könyvkiadó, Budapest, 1970, fordította: Majtényi Zoltán, illusztrálta: Benkő Sándor, Delfin könyvek sorozat)[1] Online elérhetőség[halott link]
- Caprioli újabb kalandjai (Móra Ferenc Könyvkiadó, Budapest, 1971, fordította: Majtényi Zoltán, illusztrálta: Benkő Sándor, Delfin könyvek sorozat)[2] Online elérhetőség[halott link]

## Fordítás
- Ez a szócikk részben vagy egészben  a   Frithjof Fischer című német Wikipédia-szócikk ezen változatának fordításán alapul.  Az eredeti cikk szerkesztőit annak laptörténete sorolja fel. Ez a jelzés csupán a megfogalmazás eredetét és a szerzői jogokat jelzi, nem szolgál a cikkben szereplő információk forrásmegjelöléseként.